# غلامرضا دهقان ناصرآبادی
غلامرضا دهقان ناصرآبادی (زادهٔ ۱۳۴۸ در کازرون) سیاستمدار، حقوقدان و نمایندهٔ حوزه انتخابیه کازرون و کوه‌چنار در دوره دوازدهم مجلس شورای اسلامی می‌باشد.
وی سابقه نمایندگی کازرون در دوره هشتم مجلس شورای اسلامی را نیز داراست. 
او سابقاً مدیر کل دفتر بررسی و تنقیح سازمان بازرسی کل کشور بوده است.

## زندگینامه
غلامرضا دهقان ناصرآبادی در سال ۱۳۴۸ در روستای ناصرآباد کازرون متولد شد. تحصیلات خود را تا مقطع دیپلم در کازرون ادامه داد و سپس با قبولی در رشته حقوق وارد دانشگاه شد. پس از فارغ‌التحصیلی به عنوان کارشناس حقوقی امور اراضی استان بوشهر مشغول به فعالیت شد. وی سپس به عنوان مدیر دفتر قضایی سازمان قضایی نیروهای مسلح استان بوشهر منصوب شد. او همچنین در دوره‌ای قاضی دادسرای نظامی استان بوشهر بوده است.
دهقان ناصرآبادی پیش از ورود به مجلس دوازدهم به عنوان بازرس ویژه قضایی سازمان بازرسی کل کشور و مدیر کل دفتر بررسی و تنقیح سازمان بازرسی کل کشور مشغول به فعالیت بوده است.

## نمایندگی مجلس
دهقان ناصرآبادی در سال ۱۳۸۶ به عنوان داوطلب نمایندگی کازرون در هشتمین دوره انتخابات مجلس شورای اسلامی شرکت کرد و با کسب ۵۵۲۸۹ رأی (۴۲.۷۸٪ آرا) به عنوان نماینده کازرون در مجلس انتخاب شد. 
او همچنین در سال ۱۳۹۰ و نهمین دوره انتخابات مجلس شورای اسلامی مجدداً از حوزه انتخابیه کازرون داوطلب شد، اما با شکست برابر شاهین محمدصادقی از ورود به مجلس بازماند.
صلاحیت دهقان ناصرآبادی در دوره‌های دهم و یازدهم انتخابات مجلس شورای اسلامی تأیید نشد.
با این وجود او در سال ۱۴۰۲ در دوازدهمین دوره انتخابات مجلس شورای اسلامی از حوزه انتخابیه کازرون و کوه‌چنار داوطلب شد و این بار توانست تأییدیه خود را از شورای نگهبان دریافت کند. 
او توانست با کسب ۳۸۶۱۳ رأی (۳۳.۵۲٪ آرا) برای بار دوم به عنوان نماینده کازرون در مجلس شورای اسلامی انتخاب شود.
| سال  | انتخابات | حوزه   | رای    | درصد  | رتبه | نتیجه      |
| ---- | -------- | ------ | ------ | ----- | ---- | ---------- |
| ۱۳۸۶ | مجلس     | کازرون | ۵۵٬۲۸۹ | ۴۲٫۷۸ | اول  | برنده      |
| ۱۳۹۰ | مجلس     | کازرون | ۵۱٬۲۷۹ | ۳۳٫۳۰ | دوم  | رای نیاورد |
| ۱۴۰۲ | مجلس     | کازرون | ۳۸٬۶۱۳ | ۳۳٫۵۲ | اول  | برنده      |